# 西周武公
西周武公，姓姬，是战国西周的第四任君主，據《史記集解》引徐廣注 ，為西周惠公长子。
西周武公長子共太子去世，西周～西周国王城。楚國大臣司馬翦勸說楚懷王支持公子咎立為西周太子，此事發生在周赧王七年（前308年）。
蘇秦出使西周時，曾遊說西周開水放閘使東周得以灌溉稻田。

## 家庭
- 長子共太子
- 公子咎
- 其餘4位庶子不明

| 前任： 父西周惠公 | 戰國西周君主 ？－？ | 繼任： 子西周文公 |